# 埃斯基納縣

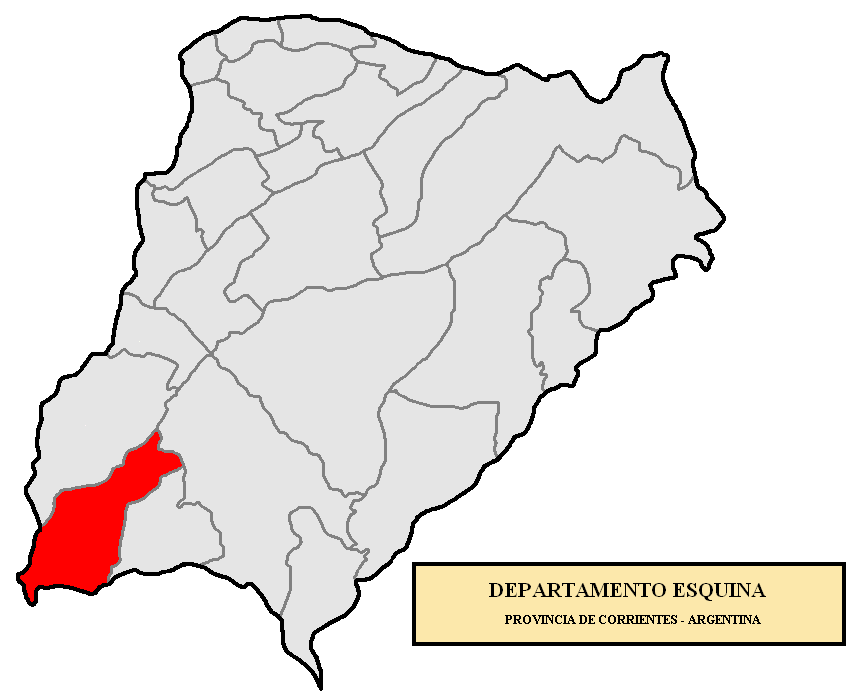

30°0′S 59°24′W / 30.000°S 59.400°W
埃斯基納縣（西班牙語：Departamento Esquina），是阿根廷的縣份，位於該國北部科連特斯省，首府設於埃斯基納，面積1,960平方公里，2010年人口78,221，人口密度每平方公里39.91人。